# 天櫻みとの
天櫻 みとの（さくら みとの）は、かつて活動していた日本の漫画家。女性。早坂 奈槻（はやさか なつき）というペンネームも用いていた。成人向け漫画を執筆したほか、アダルトゲームの原画を担当したこともある。2006年引退。
1993年、『コミックシェイク』（東京三世社刊）93年8月号に早坂奈槻名義で掲載された『となりに気を付けて!』でデビュー。初期は『ファンタジィカクテル』（富士美出版刊）で表紙絵も担当、同誌休刊後は『COMICポプリクラブ』（晋遊舎刊）で主に活動した。また、「もずく屋」（後期は「P.S.」）の名義で多数の同人誌も発表した。2000年頃から絵が急速に洗練され、『ポプリ』を代表する人気漫画家の一人となったが、2006年9月17日に執筆終了宣言を行い、引退した。

## 作品リスト

### 漫画
早坂奈槻名義
1. 『Triangle Relation』 （1995年9月発売、富士美出版〈富士美コミックス〉、ISBN 4-89421-132-7）
  - 『Triangle Relation』再版 （1997年10月発売、シュベール出版〈シュベール文庫〉、ISBN 4-88332-442-7）
2. 『大人の予感』 （1996年11月発売、富士美出版〈富士美コミックス〉、ISBN 4-89421-187-4）
3. 『甘いささやき』（1997年8月発売、シュベール出版〈シュベールコミックス〉、ISBN 4-88332-116-9）

天櫻みとの名義
1. 『恋の方程式』 （1999年3月発売、富士美出版〈富士美コミックス〉、ISBN 4-89421-318-4）
2. 『スウィート・ハート』 （2000年8月発売、蒼竜社〈プラザCOMIX〉、ISBN 4-88386-057-4）
3. 『ラブ・ノイズ』 （2001年9月発売、富士美出版〈富士美コミックス〉、ISBN 4-89421-439-3）
4. 『プリティ♥パラダイス』 （2001年12月発売、雄出版〈オレンジコミックス〉、ISBN 4-86021-028-X）
5. 『ひがわりランチ』 （2002年12月発売、富士美出版〈富士美コミックス〉、ISBN 4-89421-506-3）
6. 『恋愛日記』 （2003年9月発売、富士美出版〈富士美コミックス〉、ISBN 4-89421-544-6）
7. 『ラジカル・ガール』 （2004年8月発売、富士美出版〈富士美コミックス〉、ISBN 4-89421-586-1）
8. 『天使の背中』 （2006年6月発売、蒼竜社〈プラザCOMIX〉、ISBN 4-88386-299-2）
9. 『少年少女恋愛学』 （2006年6月23日発売[3]、晋遊舎〈晋遊舎コミックス〉、ISBN 4-88380-542-5）
  - 『少年少女恋愛学【完全版】』 （2008年1月25日発売[4]、マックス〈ポプリコミックス〉、ISBN 978-4-903491-54-7）
10. 『恋の境界線』 （2006年8月発売、蒼竜社〈プラザCOMIX〉、ISBN 4-88386-304-2）

### アダルトゲーム原画
早坂奈槻名義
- 『まぺっとぼっくす』 （1996年、まぺっとぼっくす）

天櫻みとの名義
- 『継母調教』 （2000年、大熊猫）
- 『継母調教 Standard Edition』 （2005年、大熊猫）
- 『ふたりでひとつの恋心』 （2006年、大熊猫）